# 乾封
乾封（けんふう）は、唐の高宗李治の治世に使用された元号。
666年旧正月 - 668年旧3月。

## 西暦・干支との対照表
| 乾封 | 元年  | 2年   | 3年   |
| 西暦 | 666年 | 667年 | 668年 |
| 干支 | 丙寅  | 丁卯  | 戊辰  |